# 麦角酸甲酯
麦角酸甲酯是一种麦角酸酯，分子式C17H18N2O2，属于广义上的色胺衍生物，也具有5-HT1受體激动剂活性。